# Овен Харпер
Др Овен Џејмс Харпер (енгл. Owen James Harper) измишљени је лик у британској научнофантастичној телевизијској серији Торчвуд, спинофу дуготрајне серије Доктор Ху, који је тумачио Берн Горман. Лик се последњи пут појавио у последњој епизоди 2. серијала, „Излазне ране”.
У оквиру наратива серије, Овен је медицински службеник и теренски агент за Торчвуд Три, тим ловаца на ванземаљце са седиштем у Кардифу. У свом личном животу, Овен је нарцисоидни женскарош са дугом историјом сексуалних партнера, међу којима су биле и колегинице Гвен Купер (Ив Мајлс) и Сузи Костело (Индира Варма), али је остао равнодушан према наклоности колегинице Тошико Сато (Наоко Мори). У другом серијалу серије, Овен доживљава смрт, али васкрсава и бива приморан да се прилагоди неизвесности свог немртвог постојања, пре него што је на крају уништен у свом последњем појављивању.

## Појављивања

### Телевизија
Овен је представљен у првој епизоди Торчвуда 2006. као саркастични и женскарошки медицински службеник Торчвуда Три. У првој епизоди је приказан како рекреативно користи ванземаљску технологију да натера жену и њеног дечка да спавају са њим. Прва епизода фокусирана на Овена је „Машина духова”, у којој га је ванземаљска направа натерала да сведочи силовању и убиству једне девојке 1963. године, што га је натерало да тражи освету за њу. У следећој епизоди љуби колегиницу Гвен (Ив Мајлс) усред напада Киберљуди на Хаб, а како се серијал напредује њих двоје настављају деструктивну аферу коју Гвен крије од свог дечка Риса Вилијамса (Кај Овен). Овен остаје несвестан привржености коју према њему гаји колегиница Тошико (Наоко Мори), али доживљава праву љубав са изгубљеном пилоткињом Дајен (Луиз Делмер) из 1953. године и био је избезумљен када је она нестала у покушају да се врати у своје време и, очајан због овога, Овен завршава аферу са Гвен. Овен истражује мушки „борачки клуб” који користи ванземаљске Жишке и покушава да дозволи једном да га скоро прождере. У расплету епизоде, међутим, Торчвудов заробљени Жижак се тајанствено савија у страху од Овена. Када су капетан Џек (Џон Бароуман) и Тошико били изгубљени у прошлости, Овен је као заменик команданта преузео контролу и борио се са Јантом (Гарет Дејвид-Лојд) око тога да ли да отвори Процеп и „спаси их”. Овен је заправо намеравао да спасе Дајен и успева да отвори Процеп и спасе своје колеге, али му Џек даје отказ. У завршници серијала, отворени Процеп изазива глобални хаос. Дајенина појава коју је послао Билис Менгер (Мари Мелвин) убеђује Овена да поведе побуну против Џека како би поново отворио Процеп. Овен иде толико далеко да два пута пуца Џеку у главу. Пошто је несвесно пустио демона Абадона, кога је на крају поразио васкрсли Џек, Овен се запрепастио када је открио да му Џек нуди опроштај.
Други серијал почиње тако што Гвен сада делује као вођа екипе након Џековог тајанственог нестанка, а тим сада ближе ради на теренским задацима у покушају да надокнади овај недостатак. Тошико проналази храброст да позове Овена на састанак, а он на крају прихвата. Међутим, убрзо након тога, на мисији уз помоћ др Марте Џонс (Фрима Еџимен) из UNIT-а, Овена убија др Арон Копли (Алан Дејл). Не желећи да допусти Овену да умре, Џек проналази и користи тајанствену рукавицу васкрснућа да врати Овена у живот. Међутим, ова рукавица функционише другачије од оне из претходних епизода, а Овен је остављен у трајном стању живе смрти. Овен је остављен да очајава због своје неспособности да једе, пије, да ужива у сексу и да осети откуцаје сопственог срца или да се излечи од рана, а последња тачка постаје логистичка брига пошто је сломио прст на једној руци, чинећи ту руку трајно ограниченом јер његове кости никада неће зацелити. Упркос томе што је мртав, приморан је да редовно вежба како би избегао почетак мртвачке укочености. Његов очај због свог немртвог стања довео је до тога да Овен постане јако потиштен и чак покуша самоубиство утапањем, али открива да нема даха па то не функционише. Тајанствено, Жишци такође почињу да прате Овена као у обожавању. Овен је поново добио отказ, али се враћа на свој положај пошто је доказао своју трајну вредност као теренски агент, са одређеним предностима прикривености због тога што не осећа бол или има топлотни потпис. У наредним епизодама, две ванземаљске врсте игноришу Овеново присуство јер им мртав не користи. Епизода „Фрагменти” је усредсређена на флешбекове и баца светло на то како је Овен дошао у Торчвуд: Овенова вереница Кејти (Андреа Лоу) развила је паразитски ванземаљски тумор који је њега довео до сусрета са Џеком након што је она умрла. Џек примећује Овенову одлучност и медицинску бриљантност и због тога му нуди посао. Поред стандардне BMBS дипломе британских лекара, Овен има докторат медицине заснован на дисертацији. Упркос његовој егзистенцијалистичкој зебњи због суочавања са животом после смрти, Овен у завршници другог серијала умире по други пут када је упао у нуклеарно топљење које је изазвао Џеков брат Греј (Лаклан Нибор). Ово се дешава у исто време када је Тошико умрла од прострелне ране, а она и Овен проводе своје последње минуте жалећи што никада нису ушли у везу.
Иако се Овен више не појављује, у кросовер епизоди Доктора Хуа и Торчвуда из 2008. „Украдена Земља”, Гвен се заклиње да ће наставити да се бори против Далека у знак сећања на Тош и Овена, док је у мини-серијалу Деца Земље (2009) приказано да Гвен на свом столу држи слике Тош и Овена. У епизоди „Нови свет” из 2011. из серијала Дан чуда, Џек користи псеудоним „Овен Харпер, ФБИ” у америчкој болници.

### Књижевност
Овен се појављује у првих шест Торчвуд романа које је објавила издавачка кућа BBC Books. Први талас, Други живот Питера Ангелидиса, Погранични принчеви Дена Абнета и Спори распад Ендија Лејна објављени су у јануару 2007. године. Овен се појављује у романима повезаним са истовременим емитовањем другог серијала Торчвуда објављеним 2008. године, Траг сећања Дејвида Луелина, Улице сумрака Герија Расела и Нешто у води Тревора Бексендејла. Роман Други живот открива да је Овен једном имао везу са колегиницом студенткињом медицине Меган Тег у Лондону. Када се 2001. разишао са њом, преселио се у Кардиф да настави свој медицински курс. У роману Траг сећања, Овен је приказан на ивици да заврши свој медицински курс у Кардифу 2003. године. Ова појављивања су у складу са његовом историјом приказаном у епизоди „Фрагменти”. Као и са свим спиноф медијима Доктора Хуа и Торчвуда, каноничност у односу на телевизијску серију је нејасна.
Овен се такође појављује у прве две Торчвуд аудио-књиге, Скривено Стевен Севила коју приповеда Наоко Мори (која игра Тошико) и Сви вас поздрављају Дена Абнета коју приповеда Берн Горман.

### Аудио-драме
Горман је поновио улогу Овена за различите Торчвуд аудио-драме издавачке куће Big Finish Productions, почевши од Дана лешева 2017. године.

## Концепт и стварање
Овен је испрва био замишљен као „помало лош момак” и требало је да буде „више конвенционални главни јунак”. Међутим, како су Расел Т. Дејвис и Крис Чибнал развијали серију, одлучили су да желе да овај лик буде „занимљивији”. Директор кастинга Енди Прајор открива да су првобитно тражили „мускулозне” глумце за ову улогу, али су схватили да им треба неко „комплекснији” ко би био у супротности са Џоном Бароуманом који игра капетана Џека. Берн Горман је на крају добио улогу јер је Прајор био задивљен његовим радом у серији Суморна кућа и у позоришту. Прајор тврди да Горман „увек уноси оштру, помало опасну енергију у свој рад. Он је секси на веома индивидуалан начин”.

## Пријем
Неки рецензенти су лик примили негативно. На пример, пародија Верити Стоб на први серијал Торчвуда, под насловом Under Torch Wood (у стилу радио-драме Under Milk Wood Дилана Томаса), коментарише Овенову неподношљиву личност и понашање током серијала. У овој пародији, Овен се представља „Доктор Овен Харпер. Уз велики труд, учинио сам себе још мање симпатичним и непријатнијим од осталих ликова”.